# Karl Schmidt (Politiker, 1885)
Karl Schmidt (* 25. Februar 1885 in Mudenbach im Westerwaldkreis; † 3. Januar 1986 ebenda) war ein deutscher Bürgermeister  und  Mitglied des Provinziallandtages der Provinz Hessen-Nassau.

## Leben
Karl Schmidt war ein Sohn des Bürgermeisters Peter Schmidt (1846–1918) und dessen Ehefrau Wilhelmine Christian.
Er arbeitete in seinem Heimatort als Landwirt und musste von 1905 bis 1907 in einem badischen Infanterieregiment Militärdienst leisten und am Ersten Weltkrieg teilnehmen. Nach seiner Rückkehr im Jahre 1917 wurde er in Mudenbach als Nachfolger seines Vaters zum Bürgermeister gewählt. Dieses Amt übte er bis 1945 aus und war zugleich Rechnungsführer mehrerer Gemeinden des Oberwesterwaldkreises. 
1929 erhielt er als Vertreter des Abgeordneten Werner Ulrici, der im September 1928 als Oberregierungsrat zur Bezirksregierung Düsseldorf versetzt worden war, ein Mandat für den Nassauischen Kommunallandtag bzw. für den Provinziallandtag der Provinz Hessen-Nassau. Dort war er Mitglied im Bauausschuss. 